# Sementes Malditas
The Wanting Seed (Sementes Malditas em português) é um romance distópico escrito por Anthony Burgess, de 1962, que descreve um retrato apocalíptico da Londres futura, revelando uma sociedade ultra-burocratizada.